# جوشامی گیبز
جوشامی گیبز (به انگلیسی: Joshamee Gibbs) یکی از شخصیت‌های خیالی مجموعه فیلم‌های دزدان دریایی کارائیب است.
این شخصیت به همراه جک اسپارو و هکتور باربوسا در همه قسمت های آن بازی کرده‌است.